# 觀坪路
觀坪路（英語：Kwun Ping Road）是一條位於沙田區觀音山之街道，南起吊草岩沙田㘭道（沙田區與黃大仙區邊界），沿大老山西山腰北去，至往水泉澳邨及多石山徑處轉往東行，終於觀音山23號外、近觀音山王氏家祠外之空地。觀坪路全長約1.6公里，除沙田㘭道路口外，全程為單綫雙程行車。

## 概況
觀坪路是觀音山唯一可行車通往外間之道路，車輛經此路至吊草岩後，須經沙田㘭道及扎山道上落山往返九龍。觀音山村散落觀坪路沿途，主村落位於道路北端，另有多間房屋分布於沿路各處。觀坪路南面地勢較高，起點吊草岩為慈雲山與大老山間山㘭，約海拔400米高，一路下降至北面盡頭觀音山23號外約海拔250米處。故此，沿路之觀音山村信箱又稱觀坪路南段為「上觀坪路」，以示該段所在較高。
原有香港居民巴士NR806線因經營嚴重虧損，已於2019年1月16日至2020年7月1日暫停服務，2020年7月2日恢復服務。，市區的士是唯一服務觀音山及觀坪路沿途之公共交通服務，亦可以步行往來。

### 觀音花園與「百萬大道」
觀坪路近北面盡頭、觀音山22A及22B號對開為觀音花園及草堆下通道起點，沿路下行約100米、觀音花園草堆下19號即為觀音花園。繼續沿路落山，過觀音花園及草堆下後，是一條沿馬麗口坑通往水務設施之道路，號稱「百萬大道」，再上就是大老山隧道收費廣場。但該路離草堆下不遠處被石躉封閉，僅餘一條窄路，一般車輛無法進入；該路屬郊野公園範圍，漁農自然護理署將之劃為禁區，駕駛車輛、電單車、甚至單車入內乃屬違法；觀坪路路口處亦有路牌提醒駕駛者該路並不適合行車。
「百萬大道」為一條觀音山村民自資興建之道路，以便出入，但頃告啟用即為政府指是違法，並遭封閉至今。
皆因觀音山雖位於沙田區，卻無法直接行車往沙田新市鎮，須經九龍後再往各區，轉折非常。觀音山往沙田本有通行數百年之山徑，沿馬麗口坑順流而下小瀝源。1971年，小瀝源闢建對外道路小瀝源路，同時建路接駁牛皮沙新村與半山上馬麗口坑連接萬宜淡水湖西面輸水隧道之水務設施，水務設施通道約於1975年建成。村民以觀坪路、沙田㘭道及扎山道等出入必經之路路途陡峭、路面破舊為由，1979年由時任村長王庚福向有關當局申請建路連接沙田，卻拖延逾十年未獲批。
1990年5月17日，時任沙田地政署屋宇地政專員鍾永佳覆函指「除非興建新路新橋，橫跨水務局的直水井通往觀音山村，否則即使開放由水務局管理的部份道路，擬建的通道仍然無法直通觀音山村」，又估計耗資數百萬元，遠超沙田政務處本地工程財政預算；水務局以加劇污染食水為由反對興建；加上政府已計劃撥款一百五十萬元修葺觀坪路等道路，故此「有關方面已決定不再考慮是項申請」。沙田地政署後來指，當時「已明確向村民表示，不可能興建道路」；村民卻將之解讀為「沙田地政署來信建議我村建築一條新路新橋直達觀音山村」，遂集資百萬元將觀音山村至該水務設施、長約三千呎、闊約兩呎之山徑，修葺重建為闊七至八呎之行車道路，由觀音山村至大老山隧道長約五千呎。該通道大致於同年聖誕期間落成，整個工程則在1991年2月初完竣，因集資百萬興建而稱為「百萬大道」。
「百萬大道」建成通行後隨即遭沙田地政署以村民未經許可築路、橫跨郊野公園及集水區，影響自然生態及污染水源、與行車危險為由，在路口安裝閘鎖禁止通行；政府並研究檢控建路村民。村民一度解封道路，但當局再將之封閉，隨後於兩端加上石躉。另一方面，隨大老山隧道通車，該段水務設施通道於同年7月交由大老山隧道有限公司管理，並劃為隧道管制區域。事件擾攘半年後，沙田政務處於8月7日建議村民委託認可人士為道路代辦手續，申請為私家路。但村民因無力再支付工程費用，覆函希望當局代辦，將「百萬大道」私家路交由村民保養，並向隧道公司申請道路車輛許可通行證，以便駕車出入沙田。隧道公司以該段路是隧道通風大樓緊急通道為由，拒絕開放。同年11月，在新界鄉議局介入下，去信政務司孫明揚希望其關注事件。
最終「百萬大道」亦未能通行，兩端至今仍隔以石躉，禁止車輛、電單車及單車進入。而觀音山交通則由修葺觀坪路等路改善，觀坪路最接近的出口就是大老山隧道收費廣場的沙田巴士站，下山時可乘搭指定巴士線前往各地。